# 昭礼可汗
昭礼可汗（しょうれいかがん、拼音：Zhāolǐ Kĕhàn、? - 832年）は、回鶻可汗国の第11代可汗。名は不明。可汗号はアイ・テングリデ・クト・ボルミシュ・アルプ・ビルゲ・カガン（Ay täŋridä qut bolmiš alp bilgä qaγan）といい、唐より昭礼可汗の称号（美称）を加えられた。即位前の称号は曷薩特勤（かつさつテギン）。『旧唐書』では薩特勤、薩特勤可汗と表記。

## 生涯
敬宗即位の年（824年）、崇徳可汗が死ぬと、弟の曷薩特勤が立って可汗に即位した。翌年の宝暦元年（825年）5月、唐は曷薩可汗を冊立して愛登里羅汨没蜜施合毘伽昭礼可汗とし、幣12車を賜う。
宝暦2年（826年）、唐は回鶻に馬価絹（ばかけん）50万を賜う。
大和元年（827年）、文宗は中使に命じて絹20万匹を回鶻に賜って馬価とした。
大和3年（829年）1月、中使は絹23万匹を回鶻に賜って馬価とした。
大和6年（832年）、昭礼可汗はその配下に殺され、従子の胡特勤が立って可汗となった。

## 可敦（カトゥン：皇后）
- 仁孝端麗明智上寿可敦（太和公主）…憲宗の娘で、穆宗の10番目の妹。レビラト婚によって昭礼可汗に嫁ぐ。

## 参考資料
- 『旧唐書』（本紀第十七上 敬宗・文宗上、列伝第一百四十五 迴紇）
- 『新唐書』（列伝第一百四十二下 回鶻下）